# ماريا خوسيه بونس
ماريا خوسيه بونس (بالإسبانية: María José Pons) هي لاعبة كرة قدم إسبانية، ولدت في 8 أغسطس 1984 في ساباديل في إسبانيا. شاركت مع منتخب إسبانيا لكرة القدم للسيدات. أما مع النوادي، فقد لعبت مع نادي برشلونة لكرة القدم للسيدات.